# Hans Olesen
Hans Olesen (født 1. februar 1815 i Sædinge nord for Rødby, død 5. august 1887 på Frederiksberg) var en dansk fæstebonde og politiker. Han var medlem af Den Grundlovgivende Rigsforsamling valgt i Maribo Amts 4. distrikt (Sakskøbing) og medlem af Folketinget valgt i Maribo Amts 3. valgkreds (Sakskøbingkredsen) fra 1849 til 8. september 1853 hvor han nedlagde sit mandat.